# Крем-брюле
Крем-брюле́ (фр. crème brûlée, дословно — «обожжённые сливки») — десерт из заварного крема с карамельной корочкой. Обычно подаётся комнатной температуры.
Точная родина крем-брюле неизвестна. Англичане придерживаются версии, что он был впервые приготовлен в XVII веке в Тринити-колледже под названием burnt cream, Cambridge burnt cream или Trinity cream. Однако первым это блюдо упоминает в 1691 году Франсуа Мессьяло, заведующий кухней герцога Орлеанского.
27 июля отмечается международный день крем-брюле.
Для приготовления крем-брюле используются желтки, сахар, сливки и ваниль, но могут использоваться и другие ароматизаторы, например цедра.

Нагретые сливки смешивают с остальными ингредиентами, а затем запекают, что приводит к затвердеванию крема. Затем корочку карамелизуют.

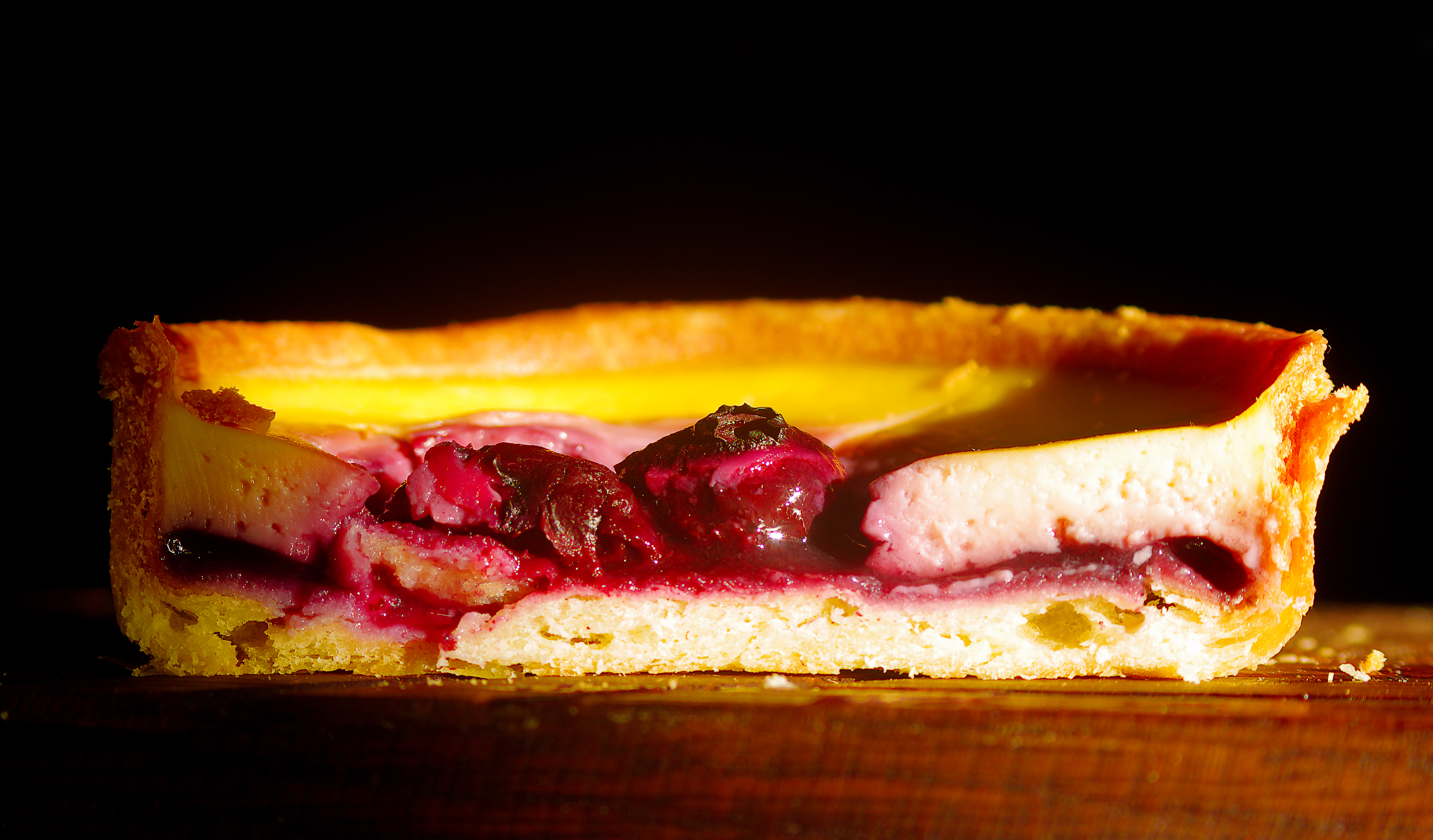
Крем-брюле с чёрной смородиной в тарталетке
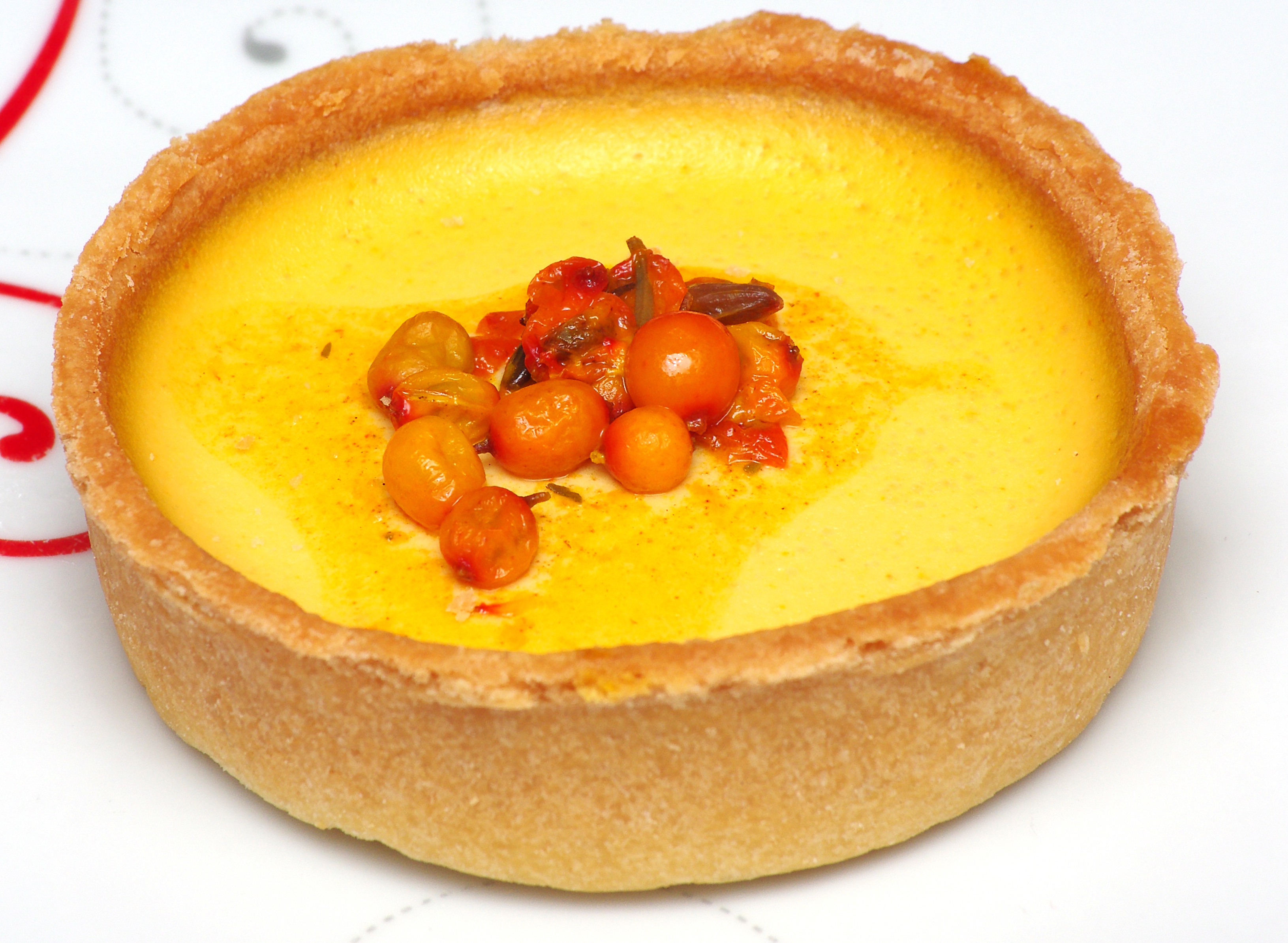
Облепиховый крем-брюле в тарталетке
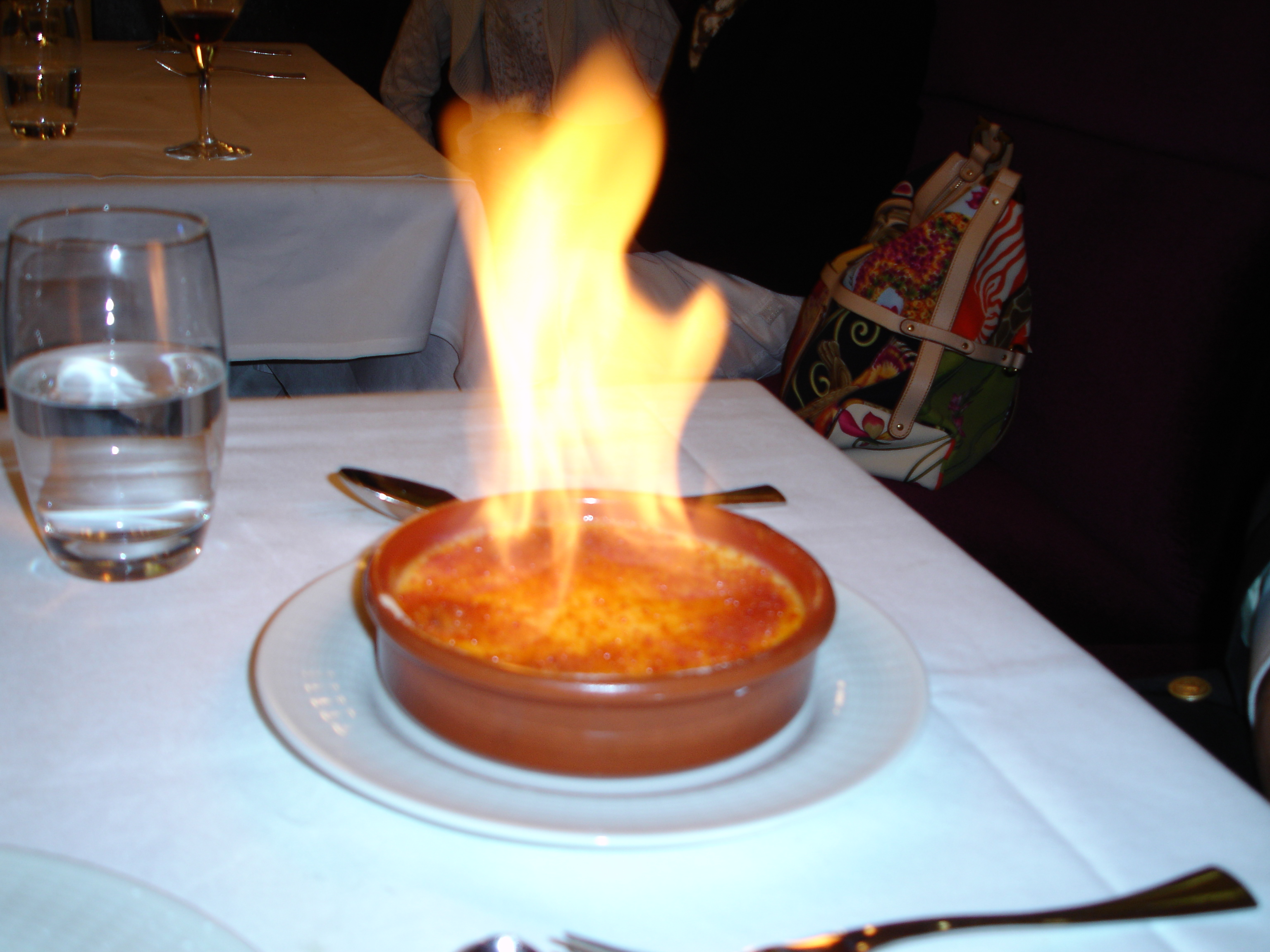
Карамелизация крем-брюле
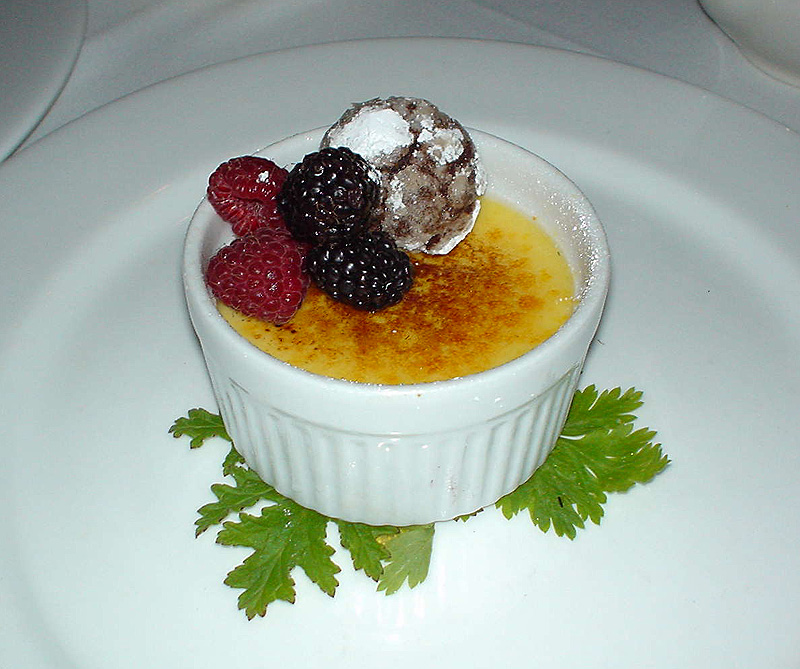
Крем-брюле с ягодами